# Seikei Sekiya
Seikei Sekiya (28 gennaio 1855 – Tokyo, 8 gennaio 1896) è stato un geologo e sismologo giapponese.
Docente all'università di Tokyo dal 1886, a lui si deve l'organizzazione dell'intero sistema sismologico giapponese.